# Vila-seca de Sausens
Vilaseca-Landa (en francès Villesèquelande) és un municipi del departament de l'Aude a la regió francesa d'Occitània.